# Alessandro Barsanti
Alessandro Barsanti (Alessandria d'Egitto, 1858 – Il Cairo, 1917) è stato un architetto ed egittologo italiano.

## Biografia
Nato da genitori toscani emigrati, si laureò in ingegneria ed architettura in Italia. Successivamente, ritornato in Egitto, lavorò presso il Dipartimento italiano di Antichità d'Egitto, collaborando con il direttore del Servizio delle Antichità, Gaston Maspero. Nel  1891 scoprì la tomba del faraone Akhenaton e fu il primo archeologo ad aver condotto uno studio approfondito del complesso funerario di Unis.